# Phrynoponera
Phrynoponera is een geslacht van mieren uit de onderfamilie van de Ponerinae (Oermieren).

## Soorten
- P. bequaerti Wheeler, W.M., 1922
- P. gabonensis (André, 1892)
- P. pulchella Bolton & Fisher, 2008
- P. sveni (Forel, 1916)
- P. transversa Bolton & Fisher, 2008